# Unione Repubblicana (Spagna 1934)
La Unione Repubblicana (UR, Unión Republicana) fu un partito politico spagnolo di centro nato nel 1934 dalla fusione di tre distinte formazioni politiche:
- il Partito Radicale Democratico (Partido Radical Demócrata) di Diego Martínez Barrio, fuoriuscito dal Partito Repubblicano Radicale (Partido Republicano Radical) di Alejandro Lerroux per protesta con il suo avvicinamento al partito para-fascista CEDA;
- la Sinistra Radical-Socialista (Izquierda Radical-Socialista) di Botella Asensi;
- la fazione di destra del Partito Repubblicano Radicale Socialista (Partido Republicano Radical Socialista) di Félix Gordón Ordás.

Nel 1935, entrò a far parte del Fronte Popolare insieme con il PSOE, con i comunisti del PCE, con la Sinistra Repubblicana ed altri gruppi di sinistra (tra cui il POUM).
Dopo la guerra, la UR, come le altre forze politiche del fronte popolare, continuò l'attività politica in esilio.
| Controllo di autorità | VIAF (EN) 144302024 · BNE (ES) XX130473 (data) |